# Henosepilachna angusticollis
Henosepilachna angusticollis é uma espécie de insetos coleópteros polífagos pertencente à família Coccinellidae.
A autoridade científica da espécie é Reiche, tendo sido descrita no ano de 1862.
Trata-se de uma espécie presente no território português.